# Сесень (Румунія)
Сесень, Сесені (рум. Săseni) — село у повіті Галац в Румунії. Входить до складу комуни Берешть-Мерія.
Село розташоване на відстані 236 км на північний схід від Бухареста, 78 км на північ від Галаца, 117 км на південь від Ясс.

## Населення
За даними перепису населення 2002 року у селі проживали 117 осіб, усі — румуни. Усі жителі села рідною мовою назвали румунську.